# نوئيات
النوئيات (الإسم العلمي:Procellariiformes)، هي رتبة من الطيور البحرية تتبع طائفة الطيور من شعبة الحبليات، تضم هذه الرتبة أربعة فصائل وهي طيور النوء وطيور بترل والقطارس وطيور النوء الغطاسة، يُطلق على النوئيات لقب الطيور الاستعمارية إذ أنها تُعشش في الجُزر النائية غير المأهولة بالسكان والخالية من الحيوانات المفترسة. تقوم النوئيات بوضع بيضة واحدة في كل مرة تتكاثر فيها، جميع فصائلها تُعشش مرة كل عام، باستثناء القطارس فإنها تُعشش مرة كل عامين تقريباً.
تُعتبر النوئيات أحد الرُتب المهددة بالانقراض بسبب عوامل التلوث وتهديدات الحيوانات المفترسة التي أصبحت تهدد تواجدها، ولذا تطلب الأمر توقيع اتفاقية لعدد من المنظمات كان أبرز تلك الإتفاقيات «اتفاقية حفظ طيور القطارس وطيور النوء» وهي اتفاقية دولية رسمية وُقّعت في العام 2001.
تُعتبر النوعيات عالمية الانتشار، ولها تواجد في الكثير من بقاع العالم، وترتكز غالبيتها في نيوزيلندا، بالإضافة إلى أن غالبية أنواع هذه الرتبة من الطيور المهاجرة، فالكثير منها يُهاجر من نيوزيلندا وحتى شمال غرب قارة أمريكا الشمالية عند ضواحي خليج ألاسكا قاطعين بذلك أكثر 64 ألف كم ذهاباً وإياباً.

## الفصائل
- طيور النوء
- طيور بترل
- طيور القطارس
- طيور النوء الغطاسة